# Thomas Alois Reischl
Thomas Alois Reischl (* 1760 in Salzburg; † 22. Dezember 1835 ebenda) war ein österreichischer Stadtgerichtsasseor und Stenograf.

## Leben
Über Reischls Herkunft und Leben sind nur wenige Tatsachen bekannt. 1788 war er „wirklicher Auditorlieutenant beim hochfürstlichen Kriegsrath“. 1815 wurde er als „Stadtgerichtsassessor“ in Salzburg und 1818 erster „Registrant beim Stadt- und Landgericht“ genannt. 
Nachdem Reischl die Stenografien von Carl Gottlieb Horstig und Friedrich Mosengeil kennengelernt hatte, erteilte er in diesem Fach Unterricht am „erzbischöflichen Priesterseminar in Salzburg“. 1808 soll er unter dem Pseudonym R**** ein Buch zum Selbstunterricht für Geschäftsleute und Studenten herausgegeben haben, das eine Veränderung des Mosengeil'schen Systems bezüglich der Vokalbezeichnung beinhaltet. Das neue System konnte sich nicht durchsetzen. In der Literatur wird durch die Arbeit von Anton Hittmair bezweifelt, dass Reischl der Verfasser dieser Schrift gewesen sei. Hittmair nannte Michael Riehl als wirklichen Autor. Karl Faulmann war nicht dieser Meinung.

## Werke
- R****: Anleitung zur deutschen Stenographie oder zum Selbstunterricht in der höchst möglichen Kürze und Geschwindigkeit zu schreiben. Für Geschäftsmänner und Studierende. Duylele, Salzburg 1808